# Alburnus istanbulensis
Espèce
Synonymes
- Alburnus chalcoides istanbulensis Battalgil, 1941[2]

Statut de conservation UICN

 LC  : Préoccupation mineure
Alburnus istanbulensis (Thracian shemaya en anglais) est un poisson d'eau douce de la famille des Cyprinidae.

## Répartition
Alburnus istanbulensis est endémique de Turquie où cette espèce se rencontre dans les rivières côtières se jetant dans la mer de Marmara et celles de la pointe sud-ouest de la mer Noire. Elle est également présente dans le lac Sapanca.

## Description
La taille maximale connue pour Alburnus istanbulensis est de 180 mm.

## Étymologie
Son nom d'espèce, composé de istanbul et du suffixe latin -ensis, « qui vit dans, qui habite », lui a été donné en référence au lieu de sa découverte.

## Publication originale
- Battalgil, 1941 : Türkiyenin tatlı su balikları. Les poissons des eaux douces de la Turquie. Revue de la Faculté des Sciences de l'Université d'Instanbul, sér. B - Sciences Naturelles, vol. 6, n. 1-2 p. 170-186[5].